# Kirche Klein Mahner

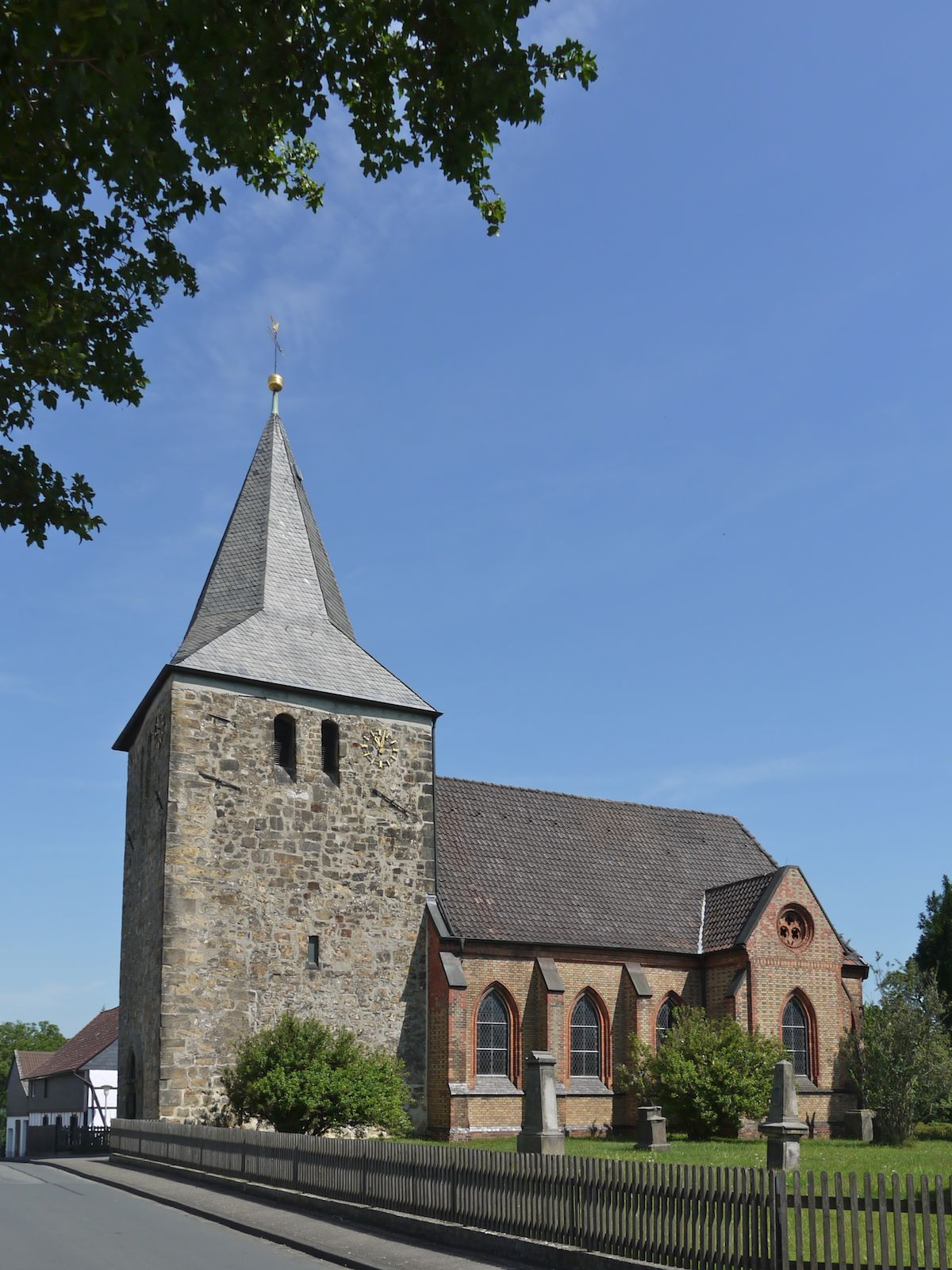
Kirche Klein Mahner

Die evangelisch-lutherische Kirche Klein Mahner steht in Klein Mahner, einem Ortsteil der Gemeinde Liebenburg im Landkreis Goslar in Niedersachsen. Die Kirche gehört zum Kirchengemeindeverband Liebenburg in der Propstei Goslar der Evangelisch-Lutherischen Landeskirche in Braunschweig.

## Beschreibung
Das neugotische Langhaus aus drei Jochen, dessen Längswände mit Strebepfeilern gestützt werden, das Querschiff und der Chor mit dreiseitigem Abschluss, alle Bauteile aus Backsteinen, wurden 1866 nach einem Entwurf von Wilhelm Lüer gebaut, nachdem die frühgotische Wehrkirche 1865 abgerissen wurde. Der Kirchturm blieb erhalten. 1812 wurde er mit einem Helm bedeckt, dessen quadratischer Ansatz in eine achteckig ausgezogene Spitze übergeht. Der Chor musste 1893 wegen Bauschäden neu errichtet werden. 
Der älteste Gegenstand der Kirchenausstattung ist der um 1480 gebaute Flügelaltar. In der Predella ist Georg zwischen Anna selbdritt und Maria Magdalena dargestellt. Im Schrein ist eine Kreuzigungsgruppe gemalt. In den Flügeln sind in zwei Reihen die zwölf Apostel zu sehen. Alle weiteren  Ausstattungsstücke stammen aus dem 19. Jahrhundert.
Die mechanische Uhr mit elektrischem Aufzug wurde 1960 von der Firma Wilhelmshütte in Bockenem gebaut und besitzt neben dem Viertel- und dem Stundenschlagwerk auf zwei kleine Eisenglocken in den nördlichen Schallfenstern ein Betglockenschlagwerk auf die große Läuteglocke.